# X Premis Feroz
La 10a cerimònia de lliurament dels Premis Feroz, lliurats per l'Associació d'Informadors Cinematogràfics d'Espanya, va tenir lloc a l'Auditori de Saragossa el 28 de gener del 2023 per reconèixer el millor del cinema i la televisió espanyols. És la segona vegada consecutiva que la cerimònia se celebra a Saragossa.
Les nominacions van ser anunciades pels actors Mina El Hammani i Carlos Cuevas a través d'una retransmissió en directe des del Museu Pablo Gargallo el 24 de novembre del 2022. S'hi va afegir la categoria de Millor Guió de Sèrie. As bestas va liderar les nominacions amb deu, seguida de Cinco lobitos amb set i Cerdita amb sis, mentre que La ruta va liderar les categories televisives amb sis candidatures. El director Pedro Almodóvar va rebre el Premi Honorífic. La gala va estar copresentada per antics presentadors d'anteriors edicions dels Premis Feroz (Paula Púa, Bárbara Santa-Cruz, Ingrid García-Jonsson, Silvia Abril, Nacho Vigalondo i Pilar Castro).
As bestas i Cinco lobitos van ser les més premiades de la nit, amb tres guardons cadascuna; la primera va obtenir també el premi a la millor pel·lícula dramàtica. A les categories de televisió, la sèrie d'Atresplayer Premium La Ruta es va emportar tres premis, inclòs el de Millor sèrie dramàtica.

## Guanyadors i nominats
Les candidatures es van anunciar el 24 de novembre de 2022. Les nominacions als premis Feroz Arrebato de ficció i no ficció es van anunciar el 15 de desembre de 2022.

### Cinema
| Millor pel·lícula dramàtica | Millor pel·lícula de comèdia |
| --- | --- |
| - As bestas – Ignasi Estapé, Sandra Tapia, Eduardo Villanueva - Alcarràs – Stefan Schmitz, María Zamora, Tono Folguera, Sergi Moreno - Cinco lobitos – Manu Calvo, Nahikari Ipiña, Marisa Fernández Armenteros - Modelo 77 – José Antonio Félez, Domingo Corral, Gervasio Iglesias, Alberto Félez - Un año, una noche – Ramón Campos, Teresa Fernández-Valdéz, Jerôme Vidal, Isa Campo | - Competencia oficial – Jaume Roures - El cuarto pasajero – Álex de la Iglesia, Carolina Bang, Álvaro Augustin, Ghislain Barrois - Tenéis que venir a verla – Javier Lafuente, Jonás Trueba - Vasil – Miriam Porté, Mina Mileva, Vesela Karakova - M'ho passaré bé – Enrique López Lavigne, Diego Suárez Chialvo, Pablo Cruz |
| Millor actor protagonista | Millor actriu protagonista |
| - Nacho Sánchez – Mantícora com a Julián - Karra Elejalde – Vasil com a Alfredo - Miguel Herrán – Modelo 77 com a Manuel - Denis Ménochet – As bestas com a Antoine - Nahuel Pérez Biscayart – Un año, una noche com a Ramón - Luis Tosar – En los márgenes com a Rafa | - Laia Costa – Cinco lobitos com a Amaia - Anna Castillo – Girasoles silvestres com a Julia - Laura Galán – Cerdita com a Sara - Marina Foïs – As bestas com a Olga - Carla Quílez – La maternal com a Carla |
| Millor actor de repartiment | Millor actriu de repartiment |
| - Luis Zahera – As bestas com a Xan - Diego Anido – As bestas com a Lorenzo - Ramón Barea – Cinco lobitos com a Koldo - Jesús Carroza – Modelo 77 com a El Negro - Oriol Pla – Girasoles silvestres com a Óscar | - Susi Sánchez – Cinco lobitos com a Begoña - Adelfa Calvo – En los márgenes com a Teodora - Ángela Cervantes – La maternal com a Penélope - Carmen Machi – Cerdita com a Asun - Emma Suárez – La consagración de la primavera com a Isabel                                                                                  |
| Millor direcció | Millor guió |
| - Carla Simón – Alcarràs - Pilar Palomero – La maternal - Carlota Pereda – Cerdita - Alauda Ruiz de Azúa – Cinco lobitos - Rodrigo Sorogoyen – As bestas | - Cinco lobitos – Alauda Ruiz de Azúa - Alcarràs – Carla Simón i Arnau Vilaró - As bestas – Rodrigo Sorogoyen i Isabel Peña - Cerdita – Carlota Pereda - Un año, una noche – Fran Araújo, Isa Campo i Isaki Lacuesta |
| Millor música original | Premi Feroz Arrebato de No Ficció |
| - As bestas – Olivier Arson - Cinco lobitos – Aránzazu Calleja - Los renglones torcidos de Dios – Fernando Velázquez - Modelo 77 – Julio de la Rosa - Un año, una noche – Raül Refree | - La visita y un jardín secreto d'Irene M. Borrego - ¡Dolores guapa! de Jesús Pascual - A las mujeres de España. María Lejárraga de Laura Hojman - Cantando en las azoteas de Enric Ribes - Pico Reja. La verdad que la tierra esconde de Remedios Malvárez i Arturo Andújar                                                 |
| Millor tràiler | Millor cartell |
| - Cerdita – Marta Longás - As bestas – Miguel Ángel Trudu - Mantícora – Miguel Ángel Trudu - Modelo 77 – Aitor Tapia - Los renglones torcidos de Dios – Pedro J. Bernardo | - Mantícora – Carlos Vermut - As bestas – Jordi Rins i Lucía Faraig - Cerdita – Eduardo García and Jorge Fuembuena - Girasoles silvestres – Gonzalo Rute and Quim Vive - La consagración de la primavera – Mica Murphy |
| Premi Feroz Arrebato de Ficció | |
| - La piedad d'Eduardo Casanova - El agua d'Elena López Riera - Mi vacío y yo d'Adrián Silvestre - Pacifiction d'Albert Serra - Unicorn Wars d'Alberto Vázquez Rico | |

### Televisió
| Millor sèrie dramàtica | Millor sèrie de comèdia |
| --- | --- |
| - La ruta – Montse García, Eduardo Villanueva, Nacho Lavilla - ¡García! – Miguel Salvat, Steve Matthews, Antonio Asensio, Paloma Molina - Apagón – Domingo Corral, Ignacio Corrales, Fran Araújo, Rafael Portela - Intimidad – Marian Fernández Pascal, Jorge Torregrosa, Laura Sarmiento - Rapa – Domingo Corral, Alfonso Blanco, Carla Pérez de Albéniz, Susana Herreras | - No me gusta conducir – Jose Skaf, Guillermo Farré, Nahikari Ipiña, Borja Cobeaga - Autodefensa – Bernat Manzano, Montse Pujol Sola, Miguel Ángel Blanca - Fácil – Sandra Hermida, Anna R. Costa, Domingo Corral, Fran Araújo - Las de la última fila – José Antonio Félez, Cristina Sutherland, Alberto Félez, Daniel Sánchez Arévalo |
| Millor actor protagonista d'una sèrie | Millor actriu protagonista d'una sèrie |
| - Juan Diego Botto –No me gusta conducir com a Pablo Lopetegui - Luis Callejo – Apagón com a Ernesto - Javier Cámara – Rapa com a Tomás Hernández - Álex García – El Inmortal com a José Antonio "El Inmortal" - Àlex Monner – La Ruta com a Marc Robé | - Claudia Salas – La Ruta com a Toni - Nerea Barros – La novia gitana com a Elena Blanco - Itziar Ituño – Intimidad com a Malen Zubiri - Mònica López – Rapa com a Maita Estévez - Nathalie Poza – La unidad com a Carla |
| Millor actor de repartiment d'una sèrie | Millor actriu de repartiment d'una sèrie |
| - David Lorente –No me gusta conducir com a Lorenzo - Jesús Carroza – Apagón com a Cortelazor - Ricardo Gómez – La Ruta com a Sento - Emilio Gutiérrez Caba – ¡García! com a Jaime Ortiz - Vicente Romero – La novia gitana com a Orduño - Luis Zahera – La unidad com a Sergio                                                                                            | - Patricia López Arnaiz – Intimidad com a Begoña Uribe - Marian Álvarez – La unidad com a Miriam - Elisabet Casanovas – La Ruta com a Nuria - Coria Castillo – Fácil com a Àngels - Lucía Veiga – Rapa com a Norma Muiñoz Álvarez - Leonor Watling – No me gusta conducir com a Iria                                                    |
| Millor guió d'una sèrie | |
| - La ruta – Borja Soler, Roberto Martín Maiztegui, Clara Botas i Silvia Herros de Tejada - Apagón – Isabel Peña, Alberto Marini, Fran Araújo, Rafael Cobos i Isa Campo - Autodefensa – Berta Prieto, Belén Barenys i Miguel Ángel Blanca - Fácil – Anna R. Costa i Cristina Pons - Intimidad – Verónica Fernández, Laura Sarmiento i José Luis Martín                      | |

### Premi Feroz d'Honor
- Pedro Almodóvar[4]